# Licurgo Leite
Lycurgo Leite Filho (Muzambinho, 27 de junho de 1914 — Rio de Janeiro, 2 de abril de 1993) foi um político brasileiro. Exerceu o mandato de deputado federal constituinte por Minas Gerais em 1946. Faleceu aos 78 anos, no Rio de Janeiro.

## Biografia
Lycurgo Leite Filho nasceu no dia 27 de junho de 1914 no município de Muzambinho no estado de Minas Gerais. Estudou no Ginásio Municipal de São Joaquim, na cidade de Lorena, estado de São Paulo, e ainda estudou no Ginásio Estadual de Muzambinho. No ano de 1936, aos seus 22 anos, fez ciências jurídicas e sociais na Faculdade de Direito da Universidade de Minas Gerais.
Filho de Lycurgo Leite, deputado em 1934 pela Assembleia Nacional Constituinte, e de Arminda Pinheiro Leite, o político já tinha sua família envolta no cenário político. Outro parente que já tinha ligação com esta carreira era seu tio Aureliano Leite.  Casou-se com Maria Augusta Leite, teve três filhos, mas mais tarde se envolveu com Branca Leite. No ano de 1993, faleceu com 78 anos, no dia 2 de abril, no Rio de Janeiro.

## Carreira política
Com uma família já inserida no âmbito político, e com sua formação em ciências sociais e jurídicas, Lycurgo Leite Filho militou junto da UDB (União Democrática Brasileira) no ano de 1937, até acontecer o golpe do Estado Novo. Neste ano, apoiou Armando Sales, candidato à presidência na época. Oito anos depois, em 1945, foi eleito ao cargo de deputado federal pelo estado de Minas Gerais, ainda pela UDN. No mês de fevereiro de 1946, foi quando ele assumiu o mandato ao qual fora eleito. Participando de trabalhos constituintes, e graças à nova Carta, exerceu mandato ordinário, quando fez parte de comissões de Legislação Social e da Bacia do São Francisco.